# Arnemark
Arnemark is een dorp (småort) binnen de Zweedse gemeente Piteå. Het dorp is gelegen op de linkeroever (oost) van de Pite älv.
Het in 1543 gestichte dorp is een van de oudste dorpen van het dal van de Piterivier. In het gebied rondom Arnemark wonen 158 personen.

## Verkeer en vervoer
Bij de plaats loopt de Länsväg 374.
De goederenspoorlijn Älvsbyn – Piteå loopt langs het dorp.